# Labidochromis maculicauda
Labidochromis maculicauda — вид окунеподібних риб родини цихлові (Cichlidae), використовується як акваріумна риба. Назва виду походить від латинських слів macula (рябий, плямистий, строкатий) і caudo (хвіст) і вказує на строкате, переливчасте забарвлення хвостового плавця цих риб.

## Поширення
Ендемічний вид для озера Малаві, де він відомий тільки на кам'янистому дні у північно-західній частині озера у районі мису Чізі на глибині до 12 м.

## Опис
Дрібна риба, що сягає 6,4 см завдовжки.. У природі живиться личинками комах і рачками на каменях.